# 生体インピーダンス法
生体インピーダンス法（せいたいインピーダンスほう）あるいは生体電気インピーダンス法（英: Bioelectrical impedance analysis, BIA）とは、体内に微弱な電流を流し、その電気的インピーダンスを利用して水分量や体脂肪、筋肉量を間接的に求める方法である。主に家庭用の安価な体脂肪計から、フィットネスクラブや医療施設等の業務用の体組成計がこの原理を利用している。

## 文献
- 金井寛, 「生体電気インピーダンスとその臨床応用」『医用電子と生体工学』 20巻 3号 1982年 p.140-146, doi:10.11239/jsmbe1963.20.140
- Kushner, Robert F. "Bioelectrical impedance analysis: a review of principles and applications." J Am Coll Nutr 11.2 (1992): 199-209., PMID 1578098.
- 阪本要一, 西澤美幸, 佐藤富男 ほか, 「インピーダンス法による体脂肪の測定」『健康医学』 8巻 2号 1993年 p.38-41, doi:10.11320/ningendock1986.8.2_38
- 酒本勝之, 金子和真, 江崎光裕 ほか, 「電気インピーダンス法による新しい体脂肪量測定法」『医用電子と生体工学』 33巻 3号 1995年 p.184-191, doi:10.11239/jsmbe1963.33.184
- Kyle, Ursula G., et al. "Bioelectrical impedance analysis—part I: review of principles and methods." Clinical nutrition 23.5 (2004): 1226-1243, doi:10.1016/j.clnu.2004.06.004.
- Kyle, Ursula G., et al. "Bioelectrical impedance analysis—part II: utilization in clinical practice." Clinical nutrition 23.6 (2004): 1430-1453, doi:10.1016/j.clnu.2004.09.012.
- 佐藤厚子, 李相潤, 畠山愛子 ほか,「原著 生体電気インピーダンス法(Bioelectrical impedance analysis; BIA法)における絶飲食と飲水の影響」『体力科学』 60巻 5号 2011年 p.483-492, doi:10.7600/jspfsm.60.483